# ابی-ساسکاچوان
ابی-ساسکاتچیوان (به انگلیسی: Abbey, Saskatchewan) در کانادا با جمعیت ۱۳۰ نفر است که در ساسکاچوان واقع شده‌است.